# Veiðivötn

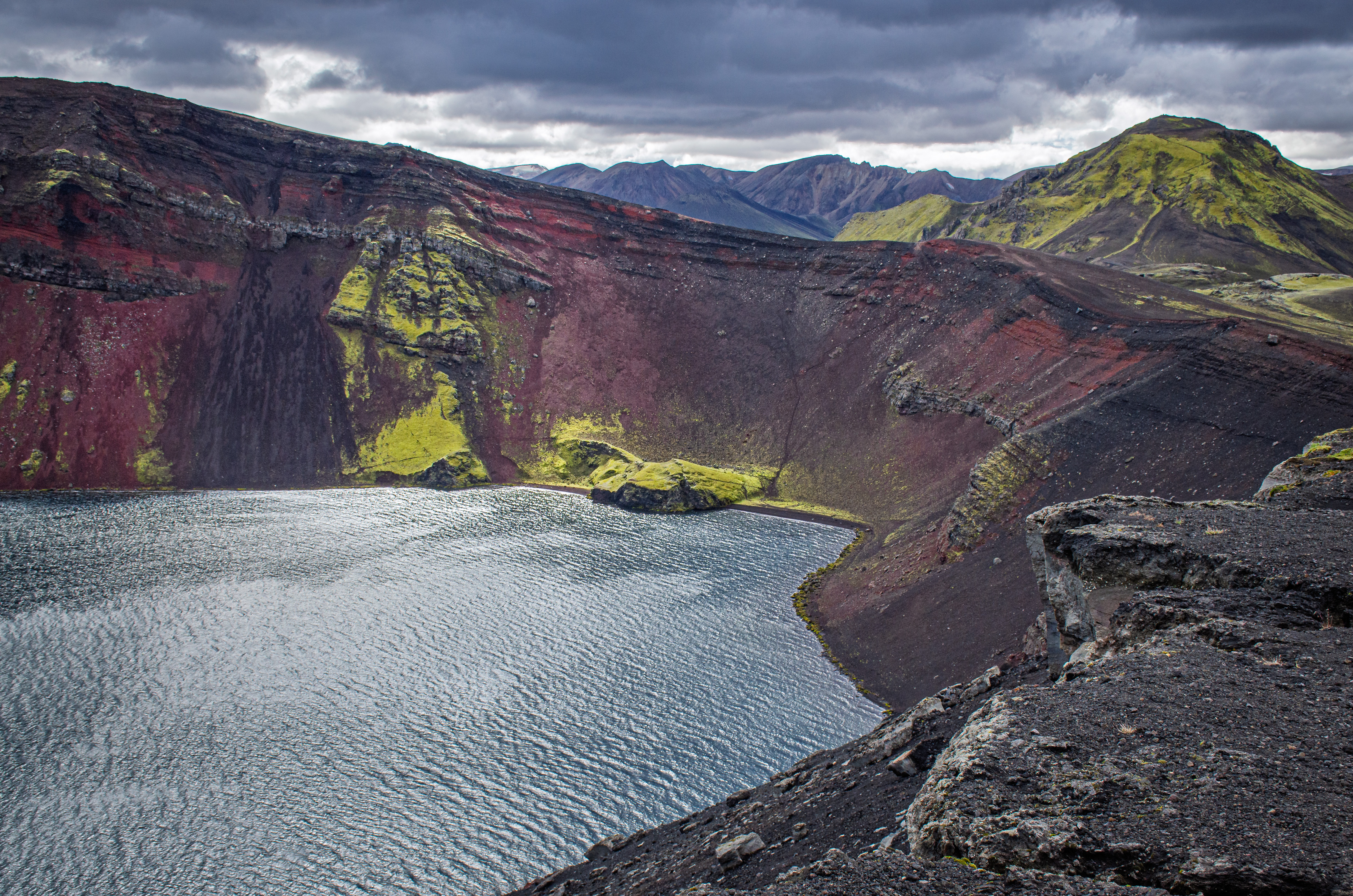
Ljótipollur

Die Veiðivötn (isländisch veiði ‚Fischerei, Jagd‘, vötn = dt. ‚Seen‘, wegen des Forellenreichtums) sind eine Reihe von Kratern und Kraterseen im Süden Islands. Sie liegen im Gemeindegebiet von Rangárþing ytra zwischen Landmannalaugar und dem Þórisvatn in einem ca. 5 km breiten und 20 km langen Tal nördlich des Flusses Tungnaá, das von Südwesten nach Nordosten ausgerichtet ist. Im Südosten befindet sich die Bergkette der Snjóöldufjöll, im Nordwesten die Kraterreihen der Vatnaöldur.

## Zugehörigkeit zum Vulkansystem der Bárðarbunga
Die Veiðivötn-Krater gehören zum Vulkansystem der Bárðarbunga, das unter dem Vatnajökull liegt. Es handelt sich hierbei um das südwestliche Endstück eines sehr langen Spaltenschwarms (ca. 180 km Länge). Das Hauptmerkmal des Vulkanismus der Gegend sind Vulkansysteme mit Zentralvulkan, in dem Fall Bárðarbunga, und dazugehörigen, meist von Südwest nach Nordost angeordneten Spaltensystemen. Dabei handelt es sich vor allem um Tuffringe, Schlackenkegel und Schweißschlackenkegel sowie einige Kraterseen. Die meisten der Seen liegen in Kratern, die mit Grundwasser teilweise gefüllt sind, wie z. B. Ljótipollur und Hnausapollur.
Die Krater sind in zwei Reihen angeordnet. Die wichtigsten Krater und Seen der östlichen Kraterreihe sind Snjóölduvatn, Ónýtavatn, Grænavatn und Litlisjór. Die Seen der westlichen Kraterreihe sind meist kleiner. Zu ihnen gehören etwa Tjaldvatn, Litla Fossvatn und Stóra Fossvatn.
Insgesamt handelt es sich um etwa 50 Seen.

## Geologische Hintergründe
Die westliche der Kraterreihen bildete sich bei einer Ausbruchsserie um das Jahr 1477. Dabei verschwand der große See Stórisjór, der sich zuvor an der Stelle befunden hatte. Die Ausbruchsserie begann mit einer phreatischen Phase, die dann in einen gemischten Ausbruch überging.
Man vermutet, dass dieser Ausbruch von 1477 einen darauffolgenden Ausbruch des benachbarten Vulkansystems des Torfajökull verursachte.
Die ersten isländischen Wissenschaftler, die die Seen untersuchten, waren Sveinn Pálsson (1793) und Þorvaldur Thoroddsen (1889).